# Cherrybomb
Cherrybomb é um filme britânico de drama que estreou no Reino Unido em 2010, dirigido por Lisa Barros D´Sa e Glenn Leyburn e protagonizado por Rupert Grint. O filme envolve nudez, bebidas, drogas, furtos e roubo de automóveis.

## Sinopse
Com o fim de seus exames, os melhores amigos Malachy e Luke saem para ter um verão infernal. Contudo, a chegada de Michelle, com uma cativante mas perturbadora beleza, leva a amizade dos rapazes ao limite quando ela os encoraja a fazer coisas cada vez mais perigosas e ilegais na batalha por sua afeição - com consequências fatais.

## Produção e Distribuição
As filmagens começaram em Belfast em 7 de julho de 2008, e duraram quatro semanas.
Cherrybomb estreou no Festival de Berlim 2009, mas inicialmente não conseguiu um distribuidor. Uma campanha online feita pelos fãs de Rupert Grint teve início para que o filme obtivesse um distribuidor no Reino Unido.

## Elenco
- Rupert Grint ... Malachy
- Robert Sheehan ... Luke
- Kimberley Nixon ... Michelle
- James Nesbitt ... Crilly
- Kathy Kiera Clarke ... Emma
- Conor MacNeill ... Fanta
- Lalor Roddy ... Smiley
- Paul Kennedy ... Chris
- Paul Garret ... Bob
- Niamh Quinn ... Donna
- Kat Kirk ... Sharon
- Greer Ellison ... Bun